# Joanne Goode
Pour les articles homonymes, voir Goode.
Joanne Gwendoline Goode, née Wright le 17 novembre 1972 à Harlow, est une joueuse britannique de badminton.

## Palmarès
- Jeux olympiques
  -  Médaille de bronze en double mixte aux Jeux olympiques d'été de 2000 avec Simon Archer (en)
- Championnats du monde de badminton
  -  Médaille d'argent en double mixte aux Championnats du monde de badminton 1999 avec Simon Archer (en)
- Jeux du Commonwealth
  -  Médaille d'or par double dames aux Jeux du Commonwealth de 1994 avec Joanne Muggeridge
  -  Médaille d'or en double dames aux Jeux du Commonwealth de 1998 avec Donna Kellogg (en)
  -  Médaille d'or en double mixte aux Jeux du Commonwealth de 1998 avec Simon Archer (en)
  -  Médaille d'or par équipe mixte Jeux du Commonwealth de 1998
  -  Médaille d'or en double mixte aux Jeux du Commonwealth de 2002 avec Simon Archer (en)
  -  Médaille de bronze en double mixte aux Jeux du Commonwealth de 1994 avec Nick Ponting (en)
  -  Médaille de bronze en double dames aux Jeux du Commonwealth de 2002 avec Gail Emms
- Championnats d'Europe de badminton
  -  Médaille d'or en double dames aux Championnats d'Europe de badminton 2000 avec Donna Kellogg (en)
  -  Médaille d'argent en double mixte aux Championnats d'Europe de badminton 1996 avec Simon Archer (en)
  -  Médaille de bronze en double dames aux Championnats d'Europe de badminton 1996 avec Julie Bradbury (en)
  -  Médaille de bronze en double dames aux Championnats d'Europe de badminton 1998 avec Donna Kellogg (en)
  -  Médaille de bronze en double mixte aux Championnats d'Europe de badminton 1998 avec Simon Archer (en)